# شارل سوم، پادشاه فرانک خاوری
شارل فربه(به لاتین: Carolus Pinguis؛ آلمانی:Karl der Dicke؛ فرانسوی:Charles le Gros) شارل سوم (زادهٔ ۱۳ ژوئن ۸۳۹- مرگ ۱۳ ژانویهٔ ۸۸۸) از ۸۷۶ میلادی پادشاه سواب، از ۸۷۹ پادشاه ایتالیا، از ۸۸۲ پادشاه فرانک خاوری و از ۸۸۴ پادشاه فرانک باختری نیز بود. در ۸۸۷ او از پادشاهی بر لوتارنژی، فرانک خاوری و ایتالیا برکنار شد و چند هفته پس از آن نیز درگذشت.
وی در زمان پادشاهی لوئی ژرمن بر سواب فرمان می‌راند. پس از کناره‌گیری برادرش کارلمان به پادشاهی ایتالیا رسید. در ۸۸۱ به دست پاپ ژان هشتم تاجگذاری کرد. در آینده سرزمین‌هایی هم که تحت فرمان برادرش لوئی کهتر بودند را بدست آورد. هنگامی که پسر عمویش کارلمان دوم درگذشت. فرانک باختری نیز به شارل رسید. بدین ترتیب برای زمان کوتاهی امپراتوری کارولنژی‌ها احیا شد.
شارل را فردی سست و بیمار وصف نموده‌اند، چنین می‌نماید که او بیماری صرع داشته‌است. او ۲ بار برای برقراری صلح با وایکینگ‌ها به آنها باج داد. یکی از این دو مورد در شهربندان پاریس و به سال ۸۸۶ میلادی رخ داد.